# K-1 WORLD GP 2009 IN YOKOHAMA
K-1 WORLD GP 2009 IN YOKOHAMAは、K-1の大会の一つ。2009年3月28日、横浜アリーナで開催された。

## 大会概要
バダ・ハリから剥奪されたK-1ヘビー級王座を決定するため第2代K-1ヘビー級王者決定トーナメントが行われ、前田慶次郎（現・藤本京太郎）が優勝を果たし、日本人初のK-1重量級世界王者が誕生した。さらに、京太郎と同門の澤屋敷純一がグラウベ・フェイトーザとの連敗脱出マッチに挑み、根性をみせるもグラウベにKO負け、2連敗中のグラウベが完全勝利で連敗を脱出した。

## 試合結果
オープニングファイト 3分3R
○  坂間豊 vs.  立川隆史 ×
1R 0:29 KO（左ハイキック）
オープニングファイト 3分3R
○  佐藤匠 vs.  堀啓 ×
3R 1:19 TKO（タオル投入）
オープニングファイト 3分3R
○  野田貢 vs.  ユ・ヤンレ ×
3R終了 判定3-0（30-28、30-28、30-27）
第1試合 第2代K-1ヘビー級王者決定トーナメント 1回戦 3分3R
○  前田慶次郎 vs.  メルヴィン・マヌーフ ×
1R 2:02 KO（右フック）
※前田がトーナメント決勝進出
第2試合 第2代K-1ヘビー級王者決定トーナメント 1回戦 3分3R
○  グーカン・サキ vs.  タイロン・スポーン ×
延長R 1:58 KO（右フック）
※3R終了時 判定0-0（30-30、30-30、30-30）
※サキがトーナメント決勝進出
第3試合 3分3R
○  セミー・シュルト vs.  ヘスディ・カラケス ×
3R終了 判定3-0（30-26、30-26、30-26）
第4試合 3分3R
○  エヴェルトン・テイシェイラ vs.  ジェロム・レ・バンナ ×
再延長R終了 判定2-1（10-9、10-9、9-10）
※延長R終了時 判定0-1（10-10、10-10、9-10）
※3R終了時 判定0-0（30-30、30-30、29-29）
第5試合 3分3R
○  グラウベ・フェイトーザ vs.  澤屋敷純一 ×
2R 0:48 TKO（タオル投入）
第6試合 3分3R
○  ピーター・アーツ vs.  エロール・ジマーマン ×
延長R終了 判定3-0（10-9、10-9、10-9）
※3R終了時 判定0-0（29-29、29-29、28-28）
第7試合 セミファイナル 第2代K-1ヘビー級王者決定トーナメント 決勝 3分3R
○  前田慶次郎 vs.  グーカン・サキ ×
延長R終了 判定2-0（10-9、10-9、10-10）
※3R終了時 判定0-0（30-30、30-30、30-30）
※前田がトーナメント優勝、第2代K-1ヘビー級王座獲得
第8試合 メインイベント 3分3R
○  レミー・ボンヤスキー vs.  アリスター・オーフレイム ×
3R終了 判定3-0（30-28、30-28、30-28）

### トーナメント表
|  | 1回戦                | 1回戦 |  |                | 決勝 | 決勝 |
|  |                      |       |  |                |      |      |
|  |                      |       |  |                |      |      |
|  | メルヴィン・マヌーフ |       |  |                |      |      |
|  | 前田慶次郎           | KO    |  | 前田慶次郎     | 判定 |      |
|  |                      |       |  | グーカン・サキ |      |      |
|  | タイロン・スポーン   |       |  |                |      |      |
|  | グーカン・サキ       | KO    |  |                |      |      |